# 塞凯伊 (村)
塞凯伊，是匈牙利索博尔奇-索特马尔-贝拉格州所辖的一个村。总面积16.08平方公里，总人口1058，人口密度65.8人/平方公里（2011年1月1日）。